# Víktor Buniakovski
Víktor Yákovlevich Buniakovski (en ruso: Ви́ктор Я́ковлевич Буняко́вский, en ucraniano: Ві́ктор Я́кович Буняко́вський; Bar, hoy en Ucrania, entonces parte del Imperio Ruso, 16 de diciembre de 1804-San Petersburgo, 12 de diciembre de 1889) fue un matemático ruso.

## Biografía
Buniakovski era hijo de un coronel del ejército que murió en Finlandia en 1809. Educado por un amigo de su padre, el conde Aleksander Tormásov, en 1820 acompañó a Buniakovski para que continuase su formación académica en París. Allí estudió matemáticas en la Sorbona, en la que se doctoró en 1825 bajo la tutoría de Augustin Cauchy.
En 1826 volvió a San Petersburgo donde ejerció como profesor de la Escuela de Cadetes de la Academia Naval y del Instituto de Comunicaciones. De 1846 a 1880 fue profesor en la Universidad de San Petersburgo.
Sus trabajos de investigación, sin embargo, los hizo en la Academia de Ciencias de San Petersburgo de la que fue sucesivamente adjunto (en 1828), asociado (en 1830), miembro (en 1841) y vicepresidente (en 1864), cargo este último que mantuvo hasta su fallecimiento.
Entre otros campos de las matemáticas, Buniakovski trabajó sobre todo en teoría de números, análisis matemático y en teoría de la probabilidad. Son relevantes las aportaciones que llevan su nombre como la conjetura de Buniakovski (nunca demostrada) y la desigualdad de Cauchy-Buniakovski-Schwarz. Sus aportaciones más originales son en teoría de la probabilidad, acerca de la cual publicó numerosos artículos sobre el estudio de problemas estadísticos de la población de Rusia.